# Unicodeblock Kayah Li
Der Unicodeblock Kayah Li (U+A900 bis U+A92F) enthält die Schriftzeichen der Kayah-Li-Schrift, die zur Notation des von den Kayah in Birma gesprochenen östlichen und westlichen Kayah Li verwendet wird, welches zum karenischen Zweig der sinotibetischen Sprachfamilie gehört. Die Kayah sind auch unter den Namen Rote Karen und Karenni bekannt. 

## Tabelle
| Unicodenummer  | Zeichen (400 %) | Kategorie                               | Bidirektionale Klasse       | Offizielle Bezeichnung     | Beschreibung                     |
| -------------- | --------------- | --------------------------------------- | --------------------------- | -------------------------- | -------------------------------- |
| U+A900 (43264) | ꤀               | Dezimalziffer                           | links nach rechts           | KAYAH LI DIGIT ZERO        | Kayah-Li-Ziffer Null             |
| U+A901 (43265) | ꤁               | Dezimalziffer                           | links nach rechts           | KAYAH LI DIGIT ONE         | Kayah-Li-Ziffer Eins             |
| U+A902 (43266) | ꤂               | Dezimalziffer                           | links nach rechts           | KAYAH LI DIGIT TWO         | Kayah-Li-Ziffer Zwei             |
| U+A903 (43267) | ꤃               | Dezimalziffer                           | links nach rechts           | KAYAH LI DIGIT THREE       | Kayah-Li-Ziffer Drei             |
| U+A904 (43268) | ꤄               | Dezimalziffer                           | links nach rechts           | KAYAH LI DIGIT FOUR        | Kayah-Li-Ziffer Vier             |
| U+A905 (43269) | ꤅               | Dezimalziffer                           | links nach rechts           | KAYAH LI DIGIT FIVE        | Kayah-Li-Ziffer Fünf             |
| U+A906 (43270) | ꤆               | Dezimalziffer                           | links nach rechts           | KAYAH LI DIGIT SIX         | Kayah-Li-Ziffer Sechs            |
| U+A907 (43271) | ꤇               | Dezimalziffer                           | links nach rechts           | KAYAH LI DIGIT SEVEN       | Kayah-Li-Ziffer Sieben           |
| U+A908 (43272) | ꤈               | Dezimalziffer                           | links nach rechts           | KAYAH LI DIGIT EIGHT       | Kayah-Li-Ziffer Acht             |
| U+A909 (43273) | ꤉               | Dezimalziffer                           | links nach rechts           | KAYAH LI DIGIT NINE        | Kayah-Li-Ziffer Neun             |
| U+A90A (43274) | ꤊ               | anderer Buchstabe, Silbe oder Ideogramm | links nach rechts           | KAYAH LI LETTER KA         | Kayah-Li-Buchstabe Ka            |
| U+A90B (43275) | ꤋ               | anderer Buchstabe, Silbe oder Ideogramm | links nach rechts           | KAYAH LI LETTER KHA        | Kayah-Li-Buchstabe Kha           |
| U+A90C (43276) | ꤌ               | anderer Buchstabe, Silbe oder Ideogramm | links nach rechts           | KAYAH LI LETTER GA         | Kayah-Li-Buchstabe Ga            |
| U+A90D (43277) | ꤍ               | anderer Buchstabe, Silbe oder Ideogramm | links nach rechts           | KAYAH LI LETTER NGA        | Kayah-Li-Buchstabe Nga           |
| U+A90E (43278) | ꤎ               | anderer Buchstabe, Silbe oder Ideogramm | links nach rechts           | KAYAH LI LETTER SA         | Kayah-Li-Buchstabe Sa            |
| U+A90F (43279) | ꤏ               | anderer Buchstabe, Silbe oder Ideogramm | links nach rechts           | KAYAH LI LETTER SHA        | Kayah-Li-Buchstabe Sha           |
| U+A910 (43280) | ꤐ               | anderer Buchstabe, Silbe oder Ideogramm | links nach rechts           | KAYAH LI LETTER ZA         | Kayah-Li-Buchstabe Za            |
| U+A911 (43281) | ꤑ               | anderer Buchstabe, Silbe oder Ideogramm | links nach rechts           | KAYAH LI LETTER NYA        | Kayah-Li-Buchstabe Nya           |
| U+A912 (43282) | ꤒ               | anderer Buchstabe, Silbe oder Ideogramm | links nach rechts           | KAYAH LI LETTER TA         | Kayah-Li-Buchstabe Ta            |
| U+A913 (43283) | ꤓ               | anderer Buchstabe, Silbe oder Ideogramm | links nach rechts           | KAYAH LI LETTER HTA        | Kayah-Li-Buchstabe Hta           |
| U+A914 (43284) | ꤔ               | anderer Buchstabe, Silbe oder Ideogramm | links nach rechts           | KAYAH LI LETTER NA         | Kayah-Li-Buchstabe Na            |
| U+A915 (43285) | ꤕ               | anderer Buchstabe, Silbe oder Ideogramm | links nach rechts           | KAYAH LI LETTER PA         | Kayah-Li-Buchstabe Pa            |
| U+A916 (43286) | ꤖ               | anderer Buchstabe, Silbe oder Ideogramm | links nach rechts           | KAYAH LI LETTER PHA        | Kayah-Li-Buchstabe Pha           |
| U+A917 (43287) | ꤗ               | anderer Buchstabe, Silbe oder Ideogramm | links nach rechts           | KAYAH LI LETTER MA         | Kayah-Li-Buchstabe Ma            |
| U+A918 (43288) | ꤘ               | anderer Buchstabe, Silbe oder Ideogramm | links nach rechts           | KAYAH LI LETTER DA         | Kayah-Li-Buchstabe Da            |
| U+A919 (43289) | ꤙ               | anderer Buchstabe, Silbe oder Ideogramm | links nach rechts           | KAYAH LI LETTER BA         | Kayah-Li-Buchstabe Ba            |
| U+A91A (43290) | ꤚ               | anderer Buchstabe, Silbe oder Ideogramm | links nach rechts           | KAYAH LI LETTER RA         | Kayah-Li-Buchstabe Ra            |
| U+A91B (43291) | ꤛ               | anderer Buchstabe, Silbe oder Ideogramm | links nach rechts           | KAYAH LI LETTER YA         | Kayah-Li-Buchstabe Ya            |
| U+A91C (43292) | ꤜ               | anderer Buchstabe, Silbe oder Ideogramm | links nach rechts           | KAYAH LI LETTER LA         | Kayah-Li-Buchstabe La            |
| U+A91D (43293) | ꤝ               | anderer Buchstabe, Silbe oder Ideogramm | links nach rechts           | KAYAH LI LETTER WA         | Kayah-Li-Buchstabe Wa            |
| U+A91E (43294) | ꤞ               | anderer Buchstabe, Silbe oder Ideogramm | links nach rechts           | KAYAH LI LETTER THA        | Kayah-Li-Buchstabe Tha           |
| U+A91F (43295) | ꤟ               | anderer Buchstabe, Silbe oder Ideogramm | links nach rechts           | KAYAH LI LETTER HA         | Kayah-Li-Buchstabe Ha            |
| U+A920 (43296) | ꤠ               | anderer Buchstabe, Silbe oder Ideogramm | links nach rechts           | KAYAH LI LETTER VA         | Kayah-Li-Buchstabe Va            |
| U+A921 (43297) | ꤡ               | anderer Buchstabe, Silbe oder Ideogramm | links nach rechts           | KAYAH LI LETTER CA         | Kayah-Li-Buchstabe Ca            |
| U+A922 (43298) | ꤢ               | anderer Buchstabe, Silbe oder Ideogramm | links nach rechts           | KAYAH LI LETTER A          | Kayah-Li-Buchstabe A             |
| U+A923 (43299) | ꤣ               | anderer Buchstabe, Silbe oder Ideogramm | links nach rechts           | KAYAH LI LETTER OE         | Kayah-Li-Buchstabe Ö             |
| U+A924 (43300) | ꤤ               | anderer Buchstabe, Silbe oder Ideogramm | links nach rechts           | KAYAH LI LETTER I          | Kayah-Li-Buchstabe I             |
| U+A925 (43301) | ꤥ               | anderer Buchstabe, Silbe oder Ideogramm | links nach rechts           | KAYAH LI LETTER OO         | Kayah-Li-Buchstabe Oo            |
| U+A926 (43302) | ꤦ                | Markierung ohne Extrabreite             | Markierung ohne Extrabreite | KAYAH LI VOWEL UE          | Kayah-Li-Vokalzeichen Ü          |
| U+A927 (43303) | ꤧ                | Markierung ohne Extrabreite             | Markierung ohne Extrabreite | KAYAH LI VOWEL E           | Kayah-Li-Vokalzeichen E          |
| U+A928 (43304) | ꤨ                | Markierung ohne Extrabreite             | Markierung ohne Extrabreite | KAYAH LI VOWEL U           | Kayah-Li-Vokalzeichen U          |
| U+A929 (43305) | ꤩ                | Markierung ohne Extrabreite             | Markierung ohne Extrabreite | KAYAH LI VOWEL EE          | Kayah-Li-Vokalzeichen Ee         |
| U+A92A (43306) | ꤪ                | Markierung ohne Extrabreite             | Markierung ohne Extrabreite | KAYAH LI VOWEL O           | Kayah-Li-Vokalzeichen O          |
| U+A92B (43307) | ꤫                | Markierung ohne Extrabreite             | Markierung ohne Extrabreite | KAYAH LI TONE PLOPHU       | Kayah-Li-Tonzeichen Plophu       |
| U+A92C (43308) | ꤬                | Markierung ohne Extrabreite             | Markierung ohne Extrabreite | KAYAH LI TONE CALYA        | Kayah-Li-Tonzeichen Calya        |
| U+A92D (43309) | ꤭                | Markierung ohne Extrabreite             | Markierung ohne Extrabreite | KAYAH LI TONE CALYA PLOPHU | Kayah-Li-Tonzeichen Calya Plophu |
| U+A92E (43310) | ꤮               | andere Interpunktion                    | links nach rechts           | KAYAH LI SIGN CWI          | Kayah-Li-Zeichen Cwi             |
| U+A92F (43311) | ꤯               | andere Interpunktion                    | links nach rechts           | KAYAH LI SIGN SHYA         | Kayah-Li-Zeichen Shya            |